# مایکل اسنو (هنرمند)
مایکل اِسنو (انگلیسی: Michael Snow؛ زادهٔ ۱۰ دسامبر ۱۹۲۹) یک هنرمند کانادایی است که در گسترهٔ وسیعی از هنرهما همچون نقاشی، عکاسی، مجسمه‌سازی، موسیقی، فیلم‌سازی و هولوگرافی فعالیت می‌کند.
او از اعضای جنبش فیلم‌سازی ساختاری/ماتریالیستی در دههٔ ۶۰ میلادی است.
از فیلم‌ها یا مجموعه‌های تلویزیونی که وی در آن‌ها نقش داشته است، می‌توان به طول موج اشاره نمود.
وی در طول حیات حرفه‌ای خود، برنده جوایزی همچون «نشان لیاقت کانادا»، «نشان شوالیه هنر و ادبیات فرانسه»، «جایزه فرماندار کل کانادا» و کمک‌هزینه گوگنهایم شده است و از دانشگاه‌های «پانتئون سوربن» (در پاریس) و «دانشگاه کبک در شیکوتیمی» (در ناحیهٔ سگنه-لاک-سن-ژان در استان کبک کانادا) دکترای افتخاری دریافت نموده است.